# Алессандро Альбані
Алессандро Альбані (італ. Alessandro Albani; 15 жовтня 1692 — 11 грудня 1779) — італійський політичний діяч і кардинал, колекціонер і меценат.

## Біографія
Альбані народився в Урбіно в 1692 році. Походив з аристократичної італійської родини, предки якої в XIV ст. переселилися до Італії з північної Албанії.
На початку життя його готували до військової кар'єри. 26 серпня 1701 року, у дев'ятирічному віці, він став почесним членом військового братства лицарів Святого Іоанна в Римі, у 1707 році отримав звання полковника полку драгунів в папських військах. Алесандро був племінником папи Климента XI Альбані, який переконав його відкласти просування у військовій кар'єрі через слабкість його зору, що могло призвести до сліпоти в літньому віці.
У лютому 1721 р. папа римський Інокентій XIII висвятив його в сан кардинала Римо-католицької церкви. Однією з причин, що вплинула на вибір життєвого шляху, було те, що його брат Аннібале Альбані став кардиналом ще в 1711 році та був членом Священної Колегії.
Одночасно йому була відписана титульна римська церква Санта-Марія-ін-Космедін. Після отримання кардинальського титулу він був благословенний в сан субдиякона. У 1741 р. став кардинал-єпископом римської церкви Сант-Агата-деі-Готі, в той же час утримав за собою свої колишні церковні титули.
Його мирські звичаї, симпатії до ганноверської партії у Великій Британії, листування з сером Хораса Манном, британським посланником у Флоренції, викликали у Климента неодноразову заклопотаність. Титулований папський посланник, разом зі своїм братом кардиналом Карло, був відправлений в 1720 році до Відня представляти папський престол. Альбані неодноразово брав участь у виборах претендентів на папський престол у Римі. Як кардинал засідав у таких конклавах: 1724 року, 1730 року, 1740 року, 1758 року, 1769 року, і 1774–1775. Він оголосив вибори папи Климента XIII (1758), папи Климента XIV (1769) і папи Пія VI (1775). Його послідовна позиція проти французьких інтересів наблизили його до Габсбургів. Згодом Марія-Терезія призначила його своїм міністром при папському дворі. 12 серпня 1761 року Альбані був призначений бібліотекарем Святої Римської Церкви у Ватикані, де працював до останніх років свого життя. Альбані був похований в у францисканській церкві Сан-П'єтро-ін-Урбіно, Марке, Італія.

## Меценатство

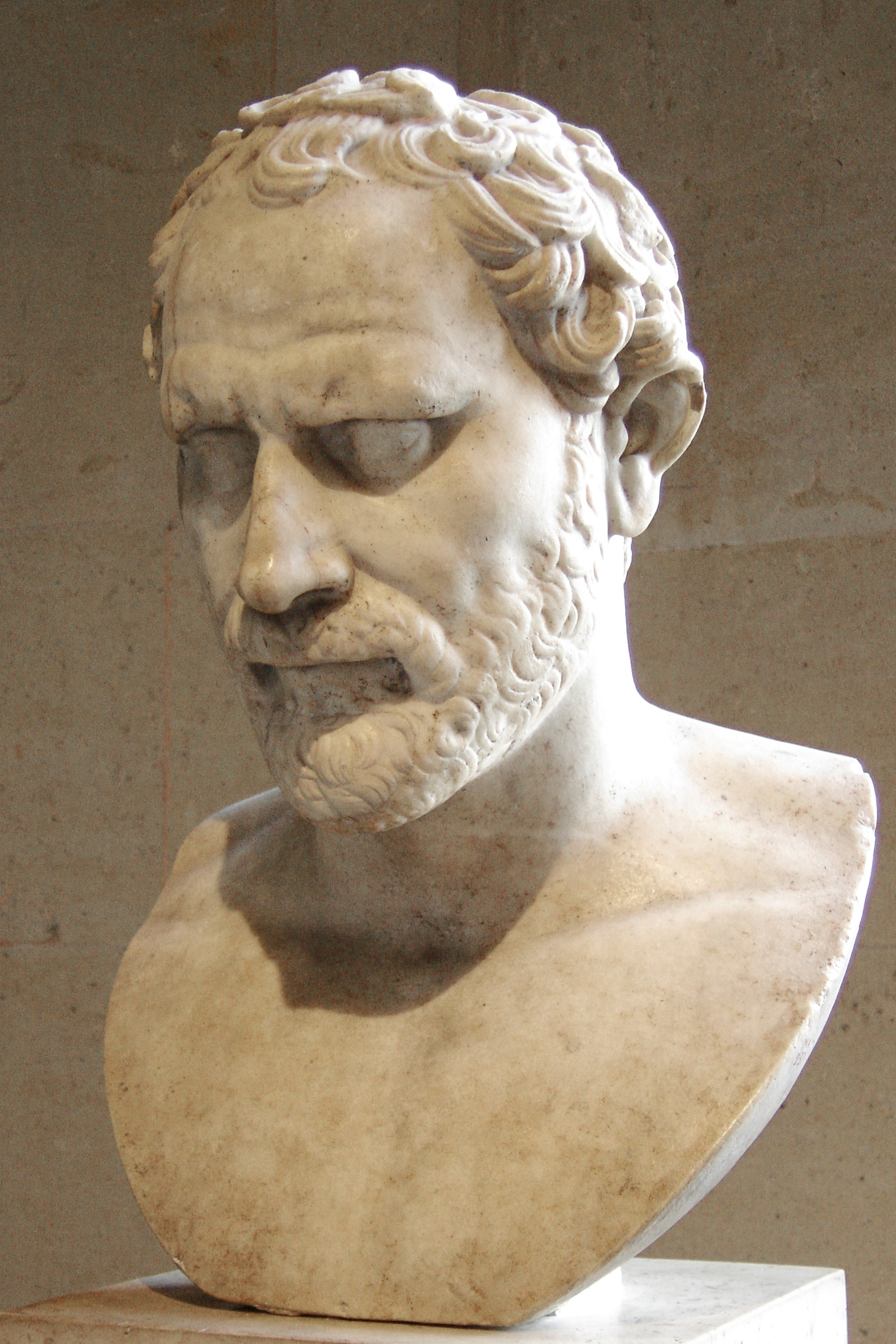
Бюст Демосфена з колекції кардинала Альбані (в Луврі)

Альбані був одним з найбільш проникливих антикварів свого часу, арбітром смаку в оцінці римської скульптури. Сеймур Говард відзначав:
|  | Роздавав придбані речі й продавав їх за постійним браком коштів або коли вони втратили цінність для нього. |

Він був формальним покровителем художників Риму, як покровитель Академії Святого Луки постійно підтримував своїх улюбленців. Серед робіт сучасних художників, які пройшли через його руки був альбом малюнків Карло Маратті, який був проданий в 1763 році Георгові III і зберігається в Королівській колекції. Алессандро Альбані зібрав велику колекцію античної скульптур, монет і гем. Вінцем колекції стала скульптура Антіноя — коханця давньоримського імператора. У 1730 р. цю колекцію придбав курфюрст саксонський Август II Сильний і вона склала значну частину музею Альбертінум в Дрездені. В 1751–1763 роках побудував знамениту віллу Альбані, де розмістив зібрану заново колекцію.

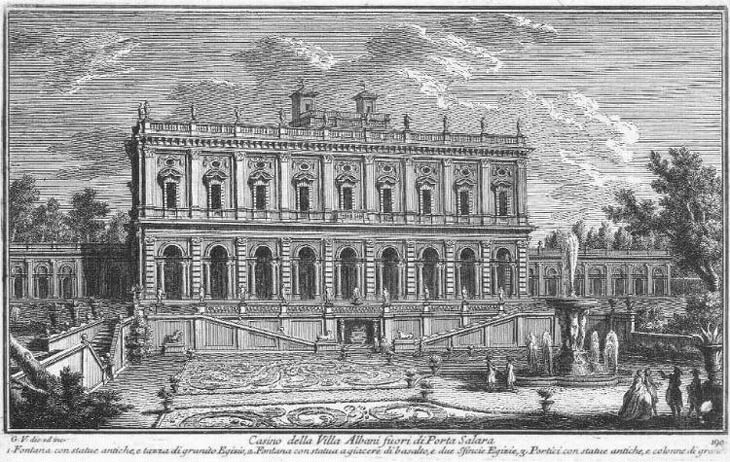
Вілла Альбані

Частина античних статуй з розкопок Риму розмістилася в спеціально побудованих галереях і лоджіях, інша — серед дерев просто неба. З 1759 р. бібліотекарем і зберігачем колекції Альбані в Римі був «батько мистецтвознавства» Й. Вінкельман. Свою книгу «Історія мистецтва давнини» (1764) він також написав на віллі Альбані. Живописець німецького неокласицизму А. Р. Менгс за ідеєю Вінкельмана в 1761 р. розписав плафон вілли Альбані на тему «Парнас», де він зобразив бога Аполлона, Мнемосіна і дев'ять муз. Завдяки протекції кардинала Алесандро Альбані герцог Нортумберлендський замовив Менгсу для своєї галереї копії творів Гвідо Рені, Аннібале Карраччі, Рафаеля, в тому числі фрески останнього «Афінська школа». У 1734 р. в Римі відбулося урочисте відкриття папою Климентом XII Капітолійського музею. Його основу склала колекція Капітолійського антикварія, а також отримані в дар колекції старожитностей кардинала Алессандро Альбані. Інша частина цього зібрання в 1815 була придбана королем Людвігом I Баварським і лягла в основу знаменитої мюнхенської Гліптотеки.